# 61 a.C.
Il 61 a.C. (LXI a.C. in numeri romani) è un anno  del I secolo a.C.

## Eventi
- 29 settembre, Pompeo celebra il terzo trionfo sui pirati e la fine delle guerre di Mitridate.

## Morti
- Quinto Lutazio Catulo, politico romano (n. 123 a.C.)
- Orgetorige, principe e condottiero gallo
- Viridomaro, principe e condottiero gallo